# Пюлехсе (мифология)
Пюлехсе (чув. Пӳлĕхҫĕ) — Добрый дух, стоящий ближе всех к верховному Богу "Тĕнчери Турă". Раздает по назначению Кёпе, счастливые или несчастные жеребья судьбы.

## Этимология
Само название пÿлĕхçĕ обозначает судья, буквально «разделяющий» судьбы.

## Сфера деятельности
Чуваши считают, что через его посредство доходит молитва людей до Бога, и если он рассердится на кого-нибудь, то может помешать его молитве дойти до Бога. Чтобы расположить его к себе и быть с ним в хороших отношениях, в районе Улхаша ежегодно в месяце жертвоприношений, но только после самой первой жертвы, приносимой самому Богу — Турă чÿкĕ , приносят ему небольшую жертву из каши и мелких лепёшек юсман. 

## Ссылка
- http://gov.cap.ru/hierarhy_cap.asp?page=./86/3743/3437/3696